# Isabel Lamon

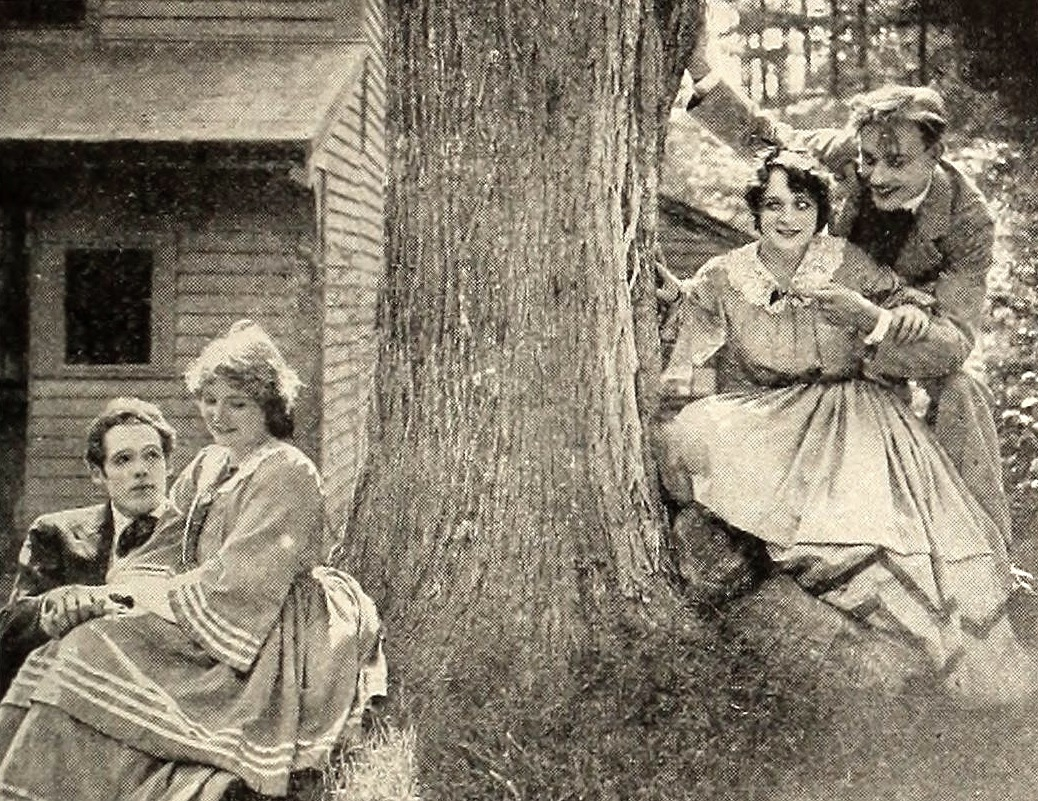
Fotografia de la pel·lícula "Little Women" (1919) amb Henry Hull, Isabel Lamon, Dorothy Bernard, i Conrad Nagel.

Isabelle Lamon va ser una actriu nord-americana de cinema mut nascuda el 1898. Va començar la seva carrera en el món del teatre fent papers infantils com el de George Hogan a l'obra "Sam Houston" de Clay Clement. El 1911 va realitzar la seva primera pel·lícula, "The Scandal Mongers" amb la productora Éclair America. L'any següent va deixar Éclair i va signar amb Lubin. Entre el 1913 i 1918 va deixar d'actuar i segon la revista Moving Picture World va estar en l'escola d'un convent. És coneguda sobretot pel seus papers a "The Holy City", (1912) "Little Women" (1919), i "The Face in the Dark" (1918). Posteriorment, entre el 1918 i 1925 va actuar en algunes obres a Broadway. Es va casar amb el guionista William M. Hough del que es va divorciar el 24 de desembre de 1947. Va morir als Estats Units el 1958.

## Filmografia

### 1911
- The Scandal Mongers

### 1912
- Making Uncle Jealous
- Caprices of Fortune
- A Choice by Accident
- The Lucky Loser
- The Passing Parade
- Dolls
- Robin Hood
- Wanted a Wife in a Hurry
- That Loving Man
- A Double Misunderstanding
- The Holy City
- Saved from the Titanic
- The Legend of Sleepy Hollow
- It Pays to Be Kind
- Unmerited Shame

### 1913
- The Exile
- The Strange Way
- The Wager
- Dick's Turning
- The Other Woman
- A Father's Love
- Violet Dare, Detective
- Longing for a Mother
- Through Many Trials
- Diamond Cut Diamond
- For His Child's Sake
- Jane's Waterloo
- The Supreme Sacrifice
- The Higher Duty
- The Miser
- Keeping Up Appearances
- What's in a Name?
- Quarantined
- It Might Have Been
- The Veil of Sleep
- Just Out of College

### 1918-19
- The Face in the Dark
- The Matinee Girl
- Little Women